# Tranvia Pinerolo-Perosa Argentina
La tranvia Pinerolo-Perosa Argentina fu una linea tranviaria interurbana collegante Pinerolo a Perosa Argentina, tra il 1882 e il 1963, e la prima con Villar Perosa fino al 1968.

## Storia
La linea fu inaugurata nel 1882 come tranvia a vapore e l'esercizio fu affidato ad una società istituita appositamente, la Società Anonima per la Costruzione e l'esercizio di un Tramway a Vapore da Pinerolo a Perosa Argentina, abbreviata anche in Tranvia Pinerolo Perosa (TPP). Il primo orario prevedeva sei coppie di corse giornaliere.
Nel 1918 la gestione passò nelle mani della Società Anonima Funivie Ferrovie Tranvie Automobili (SAFFTA), facente capo al senatore Giovanni Agnelli. Sotto la nuova gestione, nel 1921, la linea fu elettrificata a 2200 volt in corrente continua.
Durante un periodo identificato come "aureo" dal Molino, dal punto di vista del servizio passeggeri la tranvia ebbe fino a dodici/tredici coppie di corse al giorno. Per quanto riguarda il traffico merci, sin dal 1º gennaio 1887 era stato istituito un servizio cumulativo con le linee della Compagnia Generale dei Tramways Piemontesi (CGTP).
Passato il secondo conflitto mondiale, il traffico tranviario subì il diffondersi della motorizzazione di massa, mentre l'ANAS richiese l'allargamento della strada statale 23 del Colle di Sestriere, la quale si trovava stretta tra la sede tranviaria e il torrente Chisone.
Nel marzo 1963 fu sospeso l'esercizio oltre Villar Perosa sostituendolo con un servizio di autobus; da allora si effettuarono esclusivamente treni per gli operai nei giorni feriali e qualche raro convoglio merci. Dal febbraio 1968, dopo dieci anni di controversie tra ANAS e SAFFTA e grazie all'interessamento di Gianni Agnelli, all'epoca sindaco di Villar Perosa, la tranvia fu definitivamente chiusa e sostituita da linee autobus SAPAV (ora SADEM).

## Caratteristiche
La linea aveva caratteristiche di tranvia interurbana ed era armata con un binario a scartamento ridotto da 1100 mm.
Curiosamente, i pinerolesi presero a chiamare negli anni trenta il convoglio tranviario che impegnava la linea con il termine "il Gibuti", richiamando alla memoria per la sua lentezza il servizio ferroviario coloniale inaugurato per collegare Addis Abeba con l'omonima località portuale africana.
Originariamente interessata da convogli a vapore, nel 1921 la linea fu elettrificata in corrente continua con tensione di 2200 volt: l'inaugurazione dell'elettrificazione avvenne il 10 aprile di quell'anno alla presenza di Luigi Facta, all'epoca Ministro delle finanze.

## Percorso
| Unknown route-map component "uexKBHFa" |

| Unknown route-map component "uexKDSTaq" | Unknown route-map component "uexABZg+r" |  |

| Unknown route-map component "uexCONTgq" | Unknown route-map component "uexABZg+r" |  |

| Unknown route-map component "uexHST" |

| Unknown route-map component "uexHST" |

|  | Unknown route-map component "uexBHF" |

| Unknown route-map component "uexCONTgq" | Unknown route-map component "uexABZg+r" |  |

| Unknown route-map component "uexCONTgq" | Unknown route-map component "uexABZg+r" |  |

|  | Unknown route-map component "uexHST" |

|  | Unknown route-map component "uexHST" |

| Unknown route-map component "uexCONTgq" | Unknown route-map component "uexABZg+r" |  |

| Unknown route-map component "uexHST" |

| Unknown route-map component "uexHST" |

| Unknown route-map component "uexHST" |

| Unknown route-map component "uexWBRÜCKE1" |

| Unknown route-map component "exCONTr+f" | Unknown route-map component "d" | Unknown route-map component "uexvSTR-" |  |

| Unknown route-map component "exdBHF-L" | Unknown route-map component "dKBHFa-R" | Unknown route-map component "uexKBHFe" |  |

| Unknown route-map component "eSPLel" | Unknown route-map component "CONTfq" |  |

L'impianto traeva la sua ragion d'essere dai numerosi impianti industriali presenti nella zona e ad essa raccordati. Fra essi i più notevoli erano quelli della Società Talco e Grafite Val Chisone, poi Luzenac Val Chisone, del cotonificio Mazzonis, poi Widemann, di San Germano Chisone, della Roberto Incerti & C. Villar Perosa (RIV), oggi filiale della SKF, e del Setificio Gutermann, di Perosa Argentina. Grazie ai carri in dotazione alla TTP, le merci potevano raggiungere la stazione FS di Pinerolo e da lì essere trasbordate.
Partita da Pinerolo, in cui il capolinea sorgeva nell'area adiacente alla stazione ferroviaria (all'angolo tra corso Bosio e corso Torino, nei pressi dei capolinea delle tranvie per Saluzzo e Orbassano), e superato il torrente Lemina, la tranvia attraversava in successione le località di Abbadia Alpina, ove era presente un breve tratto in sede propria, Porte e Malanaggio, per raggiungere Villar Perosa, la cui stazione comprendeva un caratteristico fabbricato realizzato di fronte agli stabilimenti RIV; da qui i treni proseguivano alla volta di Dubbione e Pinasca per terminare a Perosa Argentina. Inizialmente ubicato in località San Sebastiano, il capolinea fu in seguito spostato in un'area più centrale, fino a raggiungere la configurazione definitiva nel 1922, anno in cui fu realizzata la nuova stazione.
Quasi tutto il tracciato si snodava lungo la Strada statale 23 del Colle di Sestriere, la quale era attraversata in sei punti:
- tre per il traffico ordinario, i quali erano dotati di segnalazione acustica e luminosa;
- due in località Malanaggio, per il raccordo con lo stabilimento della Società Talco e Grafite Val Chisone, privi di segnalazioni;
- uno a Villar Perosa per il raccordo con la RIV, anch'esso privo di segnalazione.

## Materiale rotabile

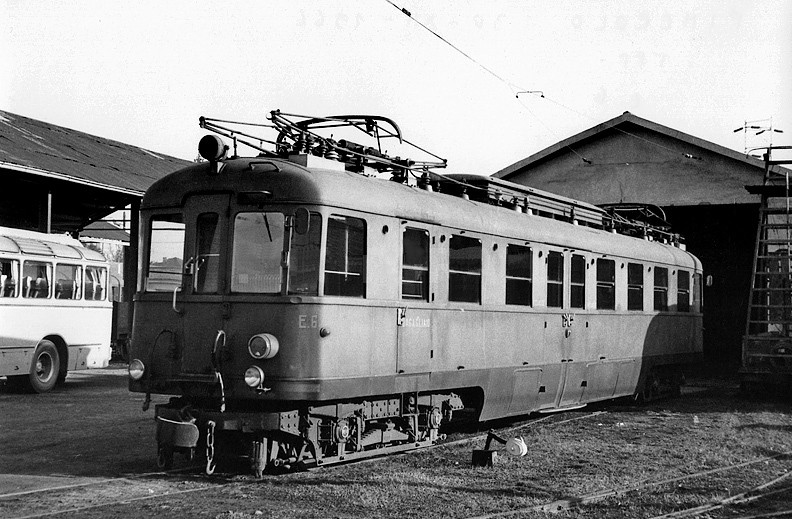
Elettromotrice E.6 a Pinerolo, nel 1966

Per l'esercizio della tranvia furono acquistate nel 1882 tre locomotive a vapore a due assi di tipo tranviario costruite dalla svizzera SLM, cui se ne aggiunse l'anno successivo un'altra di analoghe caratteristiche dello stesso costruttore. Nel 1909 entrò a far parte del parco rotabili un'ulteriore locomotiva a vapore a due assi di costruzione Borsig.
Nel 1967 il parco rotabili della società esercente consisteva in tre locomotive con rodiggio Bo-Bo, un locomotore da manovra a due assi, due elettromotrici, di cui una a carrelli, dodici carrozze a carrelli, diciannove carrozze a due assi e quarantaquattro carri merci. Le locomotive erano tutte di costruzione Fiat Ferroviaria con parte elettrica Tibb. Le Elettromotrici erano di produzione Fiat Materiale Ferroviario. 

### Materiale rotabile alla chiusura della linea
| Unità | Tipologia             | Quantità | Caratteristiche                                         | Note               |
| ----- | --------------------- | -------- | ------------------------------------------------------- | ------------------ |
| E1÷E3 | Locomotive elettriche | 3        | a carrelli, 250 kW                                      | per treni di linea |
| E5    | Locomotiva elettrica  | 1        | a 2 assi, 125 kW                                        | da manovra         |
| E4    | Elettromotrice        | 1        | a carrelli, 250 kW                                      |                    |
| E6    | Elettromotrice        | 1        | a carrelli, 250 kW, velocità massima 60 km/h, tara 32 t |                    |
|       | Carrozze a carrelli   | 7        |                                                         |                    |
|       | Carrozze              | 5        | a carrelli                                              |                    |
|       | Carrozze              | 19       | a 2 assi                                                | accantonate        |
|       | Carri merci           | 44       |                                                         | accantonati        |